# 我神真偉大
How Great Is Our God，中譯為《我神真偉大》，是由美國的當代基督教歌手克里斯·湯姆林（Chris Tomlin）所創作的一首流行曲風的敬拜歌曲。收錄在湯姆林2004年的《Arriving》專輯。中文翻譯版的《我神真偉大》則由台灣敬拜樂團『約書亞樂團』翻唱，收錄於《榮美的救主》專輯內。
這首歌曲是湯姆林早期的創作作品之一，也是在全球廣為人知的一首成名曲。其他與《How Great Is Our God》一樣出名的歌曲包括有改編自早期福音歌曲《Amazing Grace》(奇異恩典)的自創曲《Amazing Grace My Chains Are Gone》(奇異恩典-不再有捆綁)。這首歌曲也曾經被湯氏在演唱會上以現場版發表，也曾經作為壓軸的安可曲。
這首歌曲被全世界的教會廣為在敬拜讚美中使用，主要原因是歌詞簡單卻又非常有意義，讓人能夠感覺得到創作者想要藉此表達對上帝的愛，由此可以見得湯氏在這一方面的天賦以及恩賜。

## 流行文化
此歌傳到台灣後，被改為普通話版——我神真偉大，台灣敬拜樂團『約書亞敬拜團』翻唱，收錄於《榮美的救主》專輯內。香港亦在2008年起有粵語版本神你名尊貴（官方授權版本），香港敬拜團隊『Branches』翻唱， 收錄於《Glory》專輯內。其他粵語版本還有上主何崇偉、榮美何尊貴等。